# Irtjet
Irtjet és el nom donat pels antics egipcis a un poble que va formar un petit estat a Núbia, a la part entre la primera i la segona cascada del Nil. El seu territori corresponia probablement a la regió fèrtil que anava des d'Amada fins a Toshka.